# ورود قطار به ایستگاه ونسن
ورود قطار به ایستگاه ونسن (به انگلیسی: Arrival of a Train at Vincennes Station) (به فرانسوی: Arrivée d'un train (Gare de Vincennes)) فیلمی است صامت، واقعی و مستند از کارگردان فرانسوی ژرژ ملی‌یس که در سال ۱۸۹۶ ساخته شد. این فیلم توسط کمپانی فیلم ملیکیس به نام استار فیلم منتشر شده و در کاتالوگ فیلم‌های این کمپانی در رده ۷ قرار دارد.